# یواس‌اس اکری (دی‌یی-۱۶۷)
یواس‌اس اکری (دی‌یی-۱۶۷) (به انگلیسی: USS Acree (DE-167)) یک کشتی بود که طول آن ۳۰۶ فوت (۹۳ متر) بود. این کشتی در سال ۱۹۴۳ ساخته شد.